# Aeroporto di Udačnyj-Poljarnyj
L'aeroporto di Udačnyj-Poljarnyj conosciuto anche come aeroporto Poljarnyj (in inglese: Polyarny Airport; in russo: Аэропорт Полярный) (IATA: PYJ, ICAO: UERP) è un aeroporto nella Sacha-Jakuzia nella Siberia orientale in Russia.

## Strategia
L'aeroporto di Udačnyj-Poljarnyj è uno degli hub della compagnia aerea russa Alrosa Mirnyj Air Enterprise (IATA: 6R, ICAO: DRU).

## Posizione geografica
L'aeroporto è situato a 1 km a ovest dalla città di Udačnyj ed a 30 km a sud dal Circolo Polare Artico. Nei pressi della città si trova il Trubka Udačnaja - un giacimento di diamanti che sfrutta il camino di kimberlite più grande della Russia e con 530 m di scavo è uno dei più profondi miniere a cielo aperto al mondo.

## Dati tecnici
L'aeroporto di Udačnyj-Poljarnyj dispone di una pista attiva di cemento armato di 3.100 m x 42 m.
Il peso massimo al decollo all'aeroporto di Udačnyj-Poljarnyj è di 398 t.
L'aeroporto è aperto dalle 22:30 alle 13:30 (ora UTC) ed è stato attrezzato con il moderno sistema PAPI.
L'aeroporto è attualmente equipaggiato per la manutenzione, l'atterraggio e il decollo di aerei a medio e lungo raggio: Airbus A310, Airbus A320, Boeing 737, Airbus A330, Boeing 757, Boeing 767, Boeing 777, Ilyushin Il-18, Ilyushin Il-76, Ilyushin Il-86, Ilyushin Il-62, Ilyushin Il-96, Yakovlev Yak-40, Yakovlev Yak-42, Tupolev Tu-134, Tupolev Tu-154, Tupolev Tu-204, Tupolev Tu-214, Antonov An-12, Antonov An-22 Antonov An-24, Antonov An-26, Antonov An-30, Antonov An-32, Antonov An-72, Antonov An-74, Antonov An-124, McDonnell Douglas MD-80, McDonnell Douglas MD-90 e di tutti i tipi di elicottero.

## Scalo d'emergenza ETOPS
L'aeroporto di Udačnyj-Poljarnyj è uno scalo d'emergenza (in inglese: Diversion airport), per gli aerei di lungo raggio con due motori (in inglese: Twinjet) (Airbus A300, Airbus A310, Airbus A330, Boeing 757, Boeing 767, Boeing 777, Gulfstream V G500/G550, Gulfstream IV G350/G450) che compiono le rotte transcontinentali transpolari № 3 e № 4 dall'Asia (Hong Kong, Nuova Delhi) per America del Nord (New York, Vancouver).
Secondo la regola ETOPS in ogni momento del volo di un aereo bimotore nel raggio di 180-207 minuti devono essere gli aeroporti d'emergenza; gli aeroporti russi di Čul'man, Salechard, Noril'sk, Pevek, Poljarnyj, Jakutsk, Mirnyj, Bratsk, Blagoveščensk, Irkutsk, Chatanga fanno parte degli aeroporti d'emergenza per soddisfare i requisiti ETOPS.

### Gallerie fotografiche
- (EN) L'Aeroporto di Udačnyj-Poljarnyj sul airliners.net, su airliners.net.